# Castellero
Castellero (piemontiul: Castlé) település Olaszországban, Piemont régióban, Asti megyében. Lakosainak száma 278 fő (2023. január 1.). Castellero Baldichieri d’Asti, Monale és Villafranca d’Asti községekkel határos.

## Népesség
A település lakossága az elmúlt években az alábbi módon változott:
| Lakosok száma | 304  | 287  | 278  |
|               | 2017 | 2018 | 2023 |